# Radio Insurgente
Radio Insurgente es la voz oficial del Ejército Zapatista de Liberación Nacional (EZLN) a través de la radio. Autodenominada “La voz de los sin voz”, la emisora está en operación desde agosto de 2003, y es independiente del gobierno federal de México. La estación indica que está "transmitiendo desde las montañas del sureste mexicano", pero su localización precisa no es dada a conocer. El contenido de Radio Insurgente está enfocado en promover los ideales y lucha del movimiento zapatista del EZLN.
Radio Insurgente transmite programas en español y en las lenguas autóctonas tsotsil, tseltal, chol y tojolabal. Según su página de internet , transmiten "desde varios lugares de Chiapas dirigidos a las bases del Zapatista, los insurgentes y los milicianos, comandantes y gente local en general".

## Historia
Hubo un intento previo de crear una red radiofónica zapatista en 1998 con Radio Rebelde para cubrir las violaciones de los derechos humanos y proporcionar comentarios políticos que no parecen haber ganado nunca mucha tracción.
La estación de radio fue transmitida por primera vez a través de la onda corta en el año 2001, durante una reunión de alto perfil del EZLN en Ovente, Chiapas.
La estación de radio también es completamente portátil; insurgentes la llevan a la montaña por la mañana y la regresan por la noche.
En el año 2004, la estación inauguró su sitio en internet donde se archivaran grabaciones de sus programas y se vendieran copias de discos compactos. El sitio de internet también archiva los comunicados y discursos dados por el Subcomandante Marcos.

## Programación y las mujeres
Radio Insurgente enseña las habilidades de la radio a las mujeres jóvenes insurgentes, quienes son responsables de la "programación, al aire y de papeles de presentación de informes".
El Ejército Zapatista de Liberación Nacional divide el trabajo para que las mujeres cuiden de la programación de radio y los hombres se ocupen de los aspectos técnicos de la estación de radio. Aunque la radiodifusión no está dirigida exclusivamente a las mujeres, ofrece varios programas que discuten temas de género y mujeres.
Dado que las mujeres son las productoras de radio, muchos de estos programas comienzan diciendo que las mujeres reporteras de Radio Insurgente estaban en la escena y son quienes traen el resumen.
Toñita es una de las voces de Radio Insurgente; ella recibió atención nacional en México cuando tenía dieciséis años por negarse a besar al Subcomandante Marcos; ahora Toñita tiene su propio programa en Radio Insurgente. Uno de sus programas se centra en "Lo que quieren las mujeres zapatistas" - la respuesta: respeto.

## Frecuencia
De acuerdo a su página oficial, Radio Insurgente, emite primordialmente por las siguientes frecuencias en el estado de Chiapas (por región en México):
- Para la zona Altos de Chiapas (tsotsil, tseltal, chol...) en el 97.9 MHz FM
- Para la zona Selva Fronteriza (tseltal, tojolabal...) en el 97.9 MHz FM
- Para la zona Selva Tzeltal en el 100.1 MHz y 89.3 MHz FM
- Para la zona Norte (tsotsil, tseltal, chol...) en el 102.1 MHz FM
- Para la zona Zotz Choj (tseltal, tojolabal...) en el 92.9 MHz FM